# Stinesville
Stinesville – miasto w Stanach Zjednoczonych, w stanie Indiana, w hrabstwie Monroe.